# Адамов плач
Адамов плач — оратория эстонского композитора Арво Пярта для смешанного хора и струнного оркестра, написанная в 2010 году на русскоязычный текст Силуана Афонского. Пярт, как сообщается, сказал, что падший Адам в композиции представляет собой «человечество в целом и каждого отдельного человека в частности.»

## Текст
|                    | Адамов плач Адам, отец вселенной, в раю знал сладость любви Божией, и потому, когда был изгнан из рая за грех и лишился любви Божией, горько страдал и с великим стоном рыдал на всю пустыню. Душа его терзалась от мысли: «Любимого Бога я оскорбил». Не так жалел он о рае и красоте его, как о том, что лишился любви Божей, которая ненасытно каждую минуту влечет душу к Богу. Так, всякая душа, познавшая Бога Духом Святым, но потом потерявшая благодать, испытывает Адамово мучение. Больно душе, и сильно жалеет она, когда оскорбит любимого Господа. Скучал Адам на земле и горько рыдал, и земля была ему не мила. Он тосковал о Боге и говорил: «Скучает душа моя о Господе, и слезно ищу Его. Как мне Его не искать? Когда я был с Ним, душа моя была весела и покойна, и враг не имел ко мне доступа; а теперь злой дух взял власть надо мною, и колеблет, и томит душу мою, и потому скучает душа моя о Господе даже до смерти, и рвется дух мой к Богу, и ничто на земле не веселит меня, и ничем не хочет душа моя утешиться, но снова хочет видеть Его и насытиться Им, не могу забыть Его ни на минуту, и томится душа моя по Нему, и от множества скорби стоном плачу я: „Помилуй мя, Боже, падшее создание Твое“». Так рыдал Адам, и слезы лились по лицу его на грудь и землю, и вся пустыня слушала стоны его: звери и птицы замолкали в печали; а Адам рыдал, ибо за грех его все потеряли мир и любовь. Велика была скорбь Адама по изгнании из рая, но когда он увидел сына своего Авеля, убитого братом — Каином, то еще большею стала скорбь его, и он мучился душою, и рыдал, и думал: «От меня произойдут и размножатся народы, и все будут страдать, и жить во вражде, и убивать друг друга». И эта скорбь его была велика, как море, и понять ее может только тот, чья душа познала Господа и как много Он нас любит. И я потерял благодать и вместе с Адамом зову: «Милостив буди мне, Господи. Даруй мне духа смирения и любви». |
| Преподобный Силуан | |

## Исполнительская судьба
Оратория впервые прозвучала в 2010 году на 38-м Международном музыкальном фестивале в Стамбуле под управлением Тыну Кальюсте. Осуществлённая этим дирижёром премьерная запись «Адамова плача» впоследствии была выпущена на CD и удостоена премии «Грэмми» в номинации «Лучшее хоровое исполнение».